# Baekseju
 (octobre 2019).

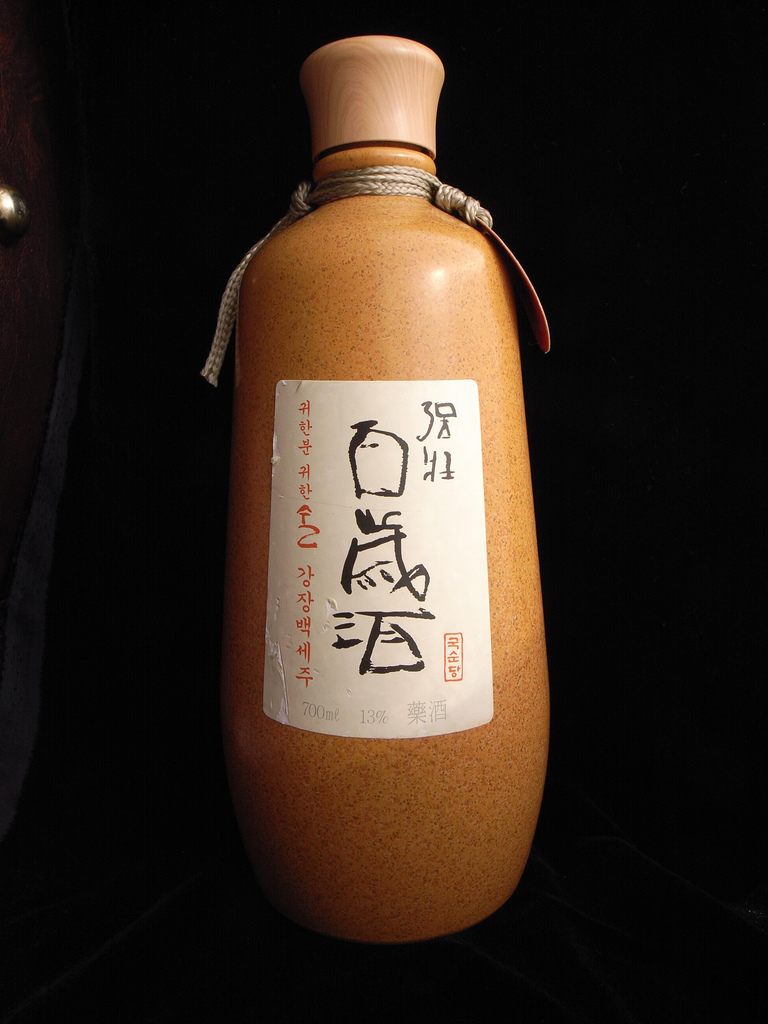
Bouteille du produit.

Le Baekseju (백세주) est un vin de riz coréen à 13° qui contient au moins une dizaine de plantes différentes aux propriétés médicinales, : le terme signifie littéralement "Vin de cent ans" , une légende disant que le boire régulièrement aidera à vivre jusqu'à 100 ans. Cette boisson alcoolique fermentée est infusée avec des herbes et racines en provenance de la Corée, y compris le ginseng, le gingembre, de la réglisse et de la cannelle.